# Sonia Greene
Sonia Haft Greene Lovecraft Davis (16 de marzo de 1883-26 de diciembre de 1972) fue una escritora estadounidense nacida en Ucrania, conocida por haber estado casada con el famoso escritor de terror y ficción H. P. Lovecraft. Junto con él, escribió el relato corto El horror en la Playa Martin.

## Biografía
Sonia Haft Shafirkin o Sonia Shaferkin Haft nació en Ichnia, entonces en el Imperio Ruso y hoy en Ucrania, del matrimonio formado por Symion y Racille (Haft) Shafirkin, de origen judío. Su padre murió siendo ella niña y su madre se trasladó a EE. UU. dejando a Sonia y su hermano en un colegio de Liverpool. Hacia 1892, se reunieron con ella en Nueva York después de que se hubiera vuelto a casar con un tendero llamado Samuel Morris.
A los dieciséis años, el 24 de diciembre de 1899, Sonia se casó con otro inmigrante judío-ucraniano, diez años mayor que ella, Samuel Greene, nacido Samuel Seckendorff. Un año después dio a luz un hijo que murió a los tres meses. Su hija, Florence Carol (luego Carol Weld, 1902-1979) nació el 19 de marzo de 1902. Según el corresponsal de Lovecraft Alfred Galpin, Samuel Greene era "un hombre de carácter brutal" que maltrataba a su esposa. El matrimonio fue turbulento hasta la muerte de Samuel en 1916, al parecer por su propia mano.
Sonia era una mujer de carácter fuerte e independiente, que trabajaba como sombrerera en unos grandes almacenes y viajaba con frecuencia por su trabajo. Su salario le permitió alquilar una bonita casa en el entonces lujoso barrio de Flatbush en Brooklyn, así como realizar donaciones a varias publicaciones amateur y asistir a reuniones de escritores aficionados.
Su hija se convertiría en una exitosa periodista bajo el nombre de Carol Weld. La relación entre ambas, debido a su similar fuerte carácter cada vez era más tensa. Para cuando Sonia conoció a Lovecraft, Florence ya era una universitaria viviendo independiente. Greene no menciona a su hija en su volumen The Private Life of HP Lovecraft, que se centra solo en la época de su matrimonio con el autor.

## Relación con Lovecraft
Sonia conoció a Lovecraft en julio de 1921 en una convención de prensa amateur en Boston. Ella se había introducido en el mundo de la prensa amateur cuatro años antes de la mano del colega de Lovecraft James Ferdinand Morton Jr y llegaría a ser durante unos años presidenta de la  United Amateur Press. En octubre de ese año publicó The Rainbow. Lovecraft revisaba sus trabajos, como su relato más conocido, El Horror en playa Martin, publicado en Weird Tales en noviembre de 1923 como The Invisible Monster. En febrero de 1924 Lovecraft perdió su manuscrito de Under the Pyramids al olvidarlo en el tren mientras se dirigía a Nueva York para casarse con Sonia. Se pasaron la luna de miel en Filadelfia reescribiendo el manuscrito.
Greene también escribió el relato Four O'Clock (no revisado por Lovecraft) que se imprimió por primera vez en Something About Cats and Other Pieces, una colección que también incluye The Invisible Monster y su libro de memorias Lovecraft as I Knew Him.
Después de su boda en St. Paul Chappel en Manhattan el 3 de marzo de 1924 (ella tenía cuarenta años y él treinta y tres), se mudaron a Brooklyn al apartamento de ella. Pronto afrontaron dificultades económicas. Greene tuvo problemas de salud y perdió su tienda de sombreros y Lovecraft no era capaz de encontrar trabajo. En busca de empleo, Sonia se mudó a Cleveland. El último año de matrimonio, Sonia estuvo viajando continuamente debido a su trabajo y le enviaba a su marido un pequeño subsidio semanal que lo llevó a trasladarse al barrio obrero de Brooklyn Heights, donde Sonia procuraba ir a dormir una o dos veces al mes. Lovecraft afirmó en sus cartas que era tan pobre que en una ocasión pasó tres días con una barra de pan, una lata de judías y un trozo de queso. Años más tarde, cuando Lovecraft ya había regresado a Providence, al vivir separados, acordaron un divorcio amistoso, que nunca llegó a formalizarse.
En la década de 1930 Sonia escribió una obra de teatro, Alcestys, con prólogo de Lovecraft, que permaneció inédita hasta los años 1980, cuando fue publicada en edición facsímil por Strange Company.

## Vida posterior
Después del fin de su matrimonio, Sonia se trasladó a California en 1933. En 1936, se casó con un doctor, Nathaniel Abraham Davies en Los Ángeles. No supo de la muerte de Lovecraft en 1937 hasta ocho años después, en 1945. Aunque Lovecraft le había asegurado que firmó las disposiciones finales, su divorcio no se terminó legalmente, por lo que la unión de Sonia y Davies fue técnicamente una bigamia. Sonia fue informada de ello al final de su vida, y el hecho la perturbó mucho. Su tercer marido murió en 1946.
Greene vivió sus últimos años en la residencia de ancianos de Sunlad-Tajunda, Los Ángeles, donde murió en 1972, a los ochenta y nueve años.

## Obra

### Poemas
- "To Florence"
- "Mors Omnibus Comunis (Written in a Hospital)".

### Historias
- "El horror en la Playa Martin" (1923)[2]
- "Four O'Clock" (1949)

### Memorias
- The Private Life of H. P. Lovecraft (escrita bajo el nombre de Sonia H. Davis)

### Ensayos
De The Rainbow:
- "Amateurdom and the Editor"
- "Recruiting"
- "Opinion"
- "Commercialism"
- "Amateur Aphorisms"
- "A Game of Chess"
- "Heins versus Houtain"

De The Oracle:
- "Fact vs. Opinion"